# Civitas Christiana (Nederland)
Stichting Civitas Christiana (CC) is een Nederlands ultraconservatief-katholiek genootschap dat zich politiek christelijk rechts positioneert. Ze is gevestigd te Veenendaal en werd in 2014 opgericht door Hugo Bos. De groep voert onder andere actie tegen het recht op abortus, “gender-ideologie” en de multiculturele samenleving. Civitas Christiana streeft naar een 'terugkeer' van de samenleving naar zijn "christelijke wortels" en is voor het behoud van Zwarte Piet.

## Organisatie
Civitas Christiana is onderdeel van de uit Brazilië stammende beweging Traditie, Familie en Privé-eigendom (TFP), die in de 1960er jaren werd opgericht en anno 2019 in 32 landen actief is. Volgens theoloog Frank Bosman en katholicisme-kenner Eric van den Berg zijn leden van de adel belangrijke sponsoren van TFP, een groep rijke intellectuele Europeanen, Fransen, Duitsers, Portugezen.
Oprichter Hugo Bos is een in 2010 tot het katholicisme bekeerde voormalig protestant. Paul von Oldenburg, hertog van Oldenburg is voorzitter. Andere bestuurders zijn een Braziliaanse Fransman en Bos. In 2019 had CC 14 mensen in dienst, tezamen ongeveer 10 a 11 fte.
De campagne Stirezo Pro Life leidt de anti-abortus-acties en de campagne Gezin in Gevaar de acties omtrent seksualiteit, genderideologie en gezin. De campagne Mijn Onbevlekt Hart zal triomferen is gewijd aan Maria-verering. Deze campagne beoogt "de bekering van Nederland tot Onze Lieve Heer, met de boodschap van Onze Lieve Vrouw van Fatima." Met de campagne Cultuur onder vuur wil het genootschap progressieve en humanistische invloeden op de samenleving tegengaan. De campagnes zijn als afzonderlijke ANBI-instellingen geregistreerd.

### Gezin in Gevaar
Civitas Christiana startte met de campagne Gezin in Gevaar, opgezet door Hugo Bos. Gezin in Gevaar werd als onderdeel van CC op 26 maart 2014 opgericht, met hertog Paul von Oldenburg als voorzitter en Hugo Bos als secretaris. Bos zei "zich zorgen te maken over de richting waarin de Nederlandse samenleving zich dreigt te ontwikkelen." Hij besloot "Civitas Christiana in het leven te roepen om dit proces te stuiten." Hugo Bos werd aangesteld als algemeen manager. In februari 2023 had de stichting twee voltijd Nederlandse leden, zeventien medewerkers en vele deeltijd vrijwilligers. Sinds 2023 verzet de stichting zich via deze campagne fel tegen seksuele voorlichting in het onderwijs, met specifiek de themaweek "lentekriebels" als doelwit. Als argumenten tegen deze themaweek heeft de stichting regelmatig misinformatie verspreid, waarvoor ze in 2025 uiteindelijk met succes zijn aangeklaagd door de organisatie van deze themaweek, kenniscentrum Rutgers.

## Ideologie
De stichting is de Nederlandse tak van de beweging van Traditie, Familie en Privé-eigendom. De inspirator is de katholieke leider Plinio Corrêa de Oliveira (1908-1995). De TFP-beweging is ultraconservatief katholiek. Het gezin wordt beschouwd als "hoeksteen van de samenleving". Volgens Bosman verlangen de aanhangers van TFP naar de situatie zoals die vóór het Concilie van Trente, halverwege de zestiende eeuw bestond. Een periode waarin de kerk en de adel een machtspositie innamen.
Civitas Christiana zegt te streven naar een terugkeer van de samenleving naar zijn "christelijke wortels ... in de context van de christelijke beschaving, zoals die in de loop der eeuwen in Europa vorm heeft gekregen." Volgens CC zijn met name het socialisme, het nationaalsocialisme (nazisme), het fascisme en het communisme natuurlijke vijanden van de christelijke beschaving.
De drie grote thema's zijn traditie, familie en privé-eigendom. Familie staat voor het traditionele gezin, geworteld in het christendom. Privé-eigendom staat voor onafhankelijkheid van de staat, lage belastingen en nalatenschap.
De politieke agenda van Civitas Christiana komt voor een belangrijk deel overeen met die van uiterst rechtse partijen. De ideeën lopen voor een groot deel parallel met die van Thierry Baudet van Forum voor Democratie en van Pegida en het extreemrechtse Identitair Verzet. In 2022 uitte Civitas Christiana evenwel kritiek op Baudets standpunten over het christendom: die gaven "blijk van een ontoelaatbare minachting voor Onze Heer Jezus Christus, zijn leer en zijn moraal."
De beweging voerde onder andere actie tegen abortus (Pro-life), 'klimaatdwang', 'genderideologie' ('lhbt-dictatuur') en multiculturalisme (vóór Zwarte Piet en tegen islamisering). Abortus wordt betiteld als 'moorddrift' en 'cultuur van de dood'. In relatie tot het privé-eigendom is Civitas Christiana tegen onteigening van boeren in het kader van stikstofbeleid en klimaatbeleid.

## Trivia
De Nederlandse stichting heeft geen relaties met de gelijknamige Poolse katholieke organisatie, voortgekomen uit 'PAX': 'Katolickie Stowarzyszenie „Civitas Christiana”'.